# François de Tournon
Kardinál François de Tournon (1489 – 22. dubna 1562) byl francouzský římskokatolický duchovní, státník a diplomat. V letech 1551–1562 zastával úřad arcibiskupa lyonského.

## Život
Ve věku 12 let vstoupil do špitálního řádu antoniánů, od roku 1519 byl opatem řady klášterů svého řádu. Byl arcibiskupem Embrunu v letech 1518–26 a Bourges v letech 1526–37. V letech 1525/26 vyjednal propuštění francouzského krále Františka I. ze španělského zajetí a podepsal madridskou smlouvu o odstoupení Burgundska Španělům. O několik let později se jménem Francie účastnil jednání o úpravě ustanovení této smlouvy a o manželství Františka I. se sestrou Karla V., princeznou Eleonorou.
V roce 1530 ho Klement VII. jmenoval kardinálem knězem s titulárním chrámem sv. Marcelina a Petra. Jakmile se François de Tournon stal kardinálem, byl okamžitě zatažen do záležitostí anglického krále. Jindřich VIII. si přál rozvod s manželkou Kateřinou Aragonskou, která byla tetou císaře Karla V. Jediný člověk, který by snad dokázal obratně jednat s římskou kurií v jeho zájmu – kardinál Thomas Wolsey – byl však neprozřetelně odstraněn. Jindřich zoufale potřeboval někoho jiného, kdo by za něj jednal s kurií. Snažil se proto prosadit vlastního kardinála: biskupa z Worcesteru Girolama Ghinucciho, dále Gregoryho di Casale, Giambattistu Casaleho, Giovanniho Mattea Gibertiho, biskupa z Verony, a Stephena Gardinera. Král však nebyl úspěšný s žádným z nich – čelil odporu ze strany císaře, římské kurie a dokonce i rodin samotných navržených kandidátů.
Tournon se pokusil zprostředkovat ve sporu mezi tímto papežem a anglickým králem Jindřichem VIII. V roce 1536 jej František I. pověřil řízením vojenských operací proti císařským jednotkám v Savojsku a Provenci. Současně kardinál obnovil spojenectví Francie s italskými knížectvími. Zastupoval francouzského krále na konferenci v Nice za účasti papeže Pavla III. a císaře Karla V. (1538). Správcem Arcidiecéze auchské byl v letech 1538–51. V roce 1542 byl zvolen generálním představeným antoniánského řádu (tuto funkci zastával až do roku 1555). Roku 1550 se stal kardinálem biskupem sabinským, jímž byl do roku 1560, a roku 1551 arcibiskupem lyonským. Na konkláve roku 1559 byl vážným kandidátem na papežský trůn. O rok později se stal děkanem kardinálského kolegia a převzal příměstskou diecézi Ostia e Velletri. Zemřel v Saint-Germain-en-Laye.
Kardinál Tournon byl jedním z nejvýznamnějších francouzských hierarchů období reformace. V roce 1536 založil školu Collège de Tournon (nyní Lycée Gabriel-Faure) v rodném Tournon-sur-Rhône a aktivně bojoval proti šíření protestantismu ve Francii. Do Francie přivedl jezuitský řád. Byl také patronem učenců a intelektuálů.

### Konkláve v letech 1549 až 1550
Když papež Pavel III. zemřel 10. listopadu 1549 ve věku osmdesáti jedna let, kardinál de Tournon a dalších sedm kardinálů se vydalo do Říma na konkláve. Dne 29. listopadu 1549 vstoupilo do konkláve 42 kardinálů. Kardinálové de Guise, du Bellay, Vendôme, Chastillon a Tournon dorazili 12. prosince. Další francouzský kardinál, Georges d'Armagnac, přijel 28. prosince. Kardinál Louis de Bourbon de Vendôme, který byl francouzským kandidátem (nebo to tak alespoň kardinál de Guise tvrdil na základě informací od krále), dorazil do Říma jako jeden z posledních až 14. ledna 1550. Tournonovo jméno bylo Guiseovi předloženo jako alternativa, pokud by kandidatura Bourbona de Vendôme ztroskotala. Ve skutečnosti však neměl šanci ani jeden z nich. Královna Kateřina údajně podporovala kardinála Ridolfiho (který zemřel 31. ledna 1550) a poté kardinála d’Este (o kterém se však nikdy vážně neuvažovalo). Hlavními kandidáty při hlasování byli Reginald Pole (favorit císařské frakce), Giovanni Morone a Gian Pietro Carafa. Jak se často stávalo, Francouzi a císařští si navzájem blokovali kandidáty. Klíčovou roli nakonec sehrál kardinál Farnese, respektive ta strana, která s ním dokázala uzavřít dohodu ohledně jeho hlasů. Farnese věděl, že se sám papežem nestane, ale byl odhodlán zajistit, aby se jím stal někdo z jeho skupiny. Francouzi a Farnese zkusili prosadit Marcella Cerviniho, ale císařští to odmítli. Volba se tak nakonec zúžila na dva neoblíbené kandidáty: Cerviniho a del Monteho. Dne 7. února 1550 získal potřebnou dvoutřetinovou většinu kardinál Giovanni Maria Ciocchi del Monte, který si zvolil jméno Julius III.
Dne 28. února 1550 byl kardinál de Tournon povýšen papežem Juliem III. na suburbikárního biskupa v Sabině. Náhle se totiž uvolnila dvě místa: kardinál del Monte byl zvolen papežem a kardinál Ennio Filonardi během konkláve zemřel. Kardinál Carafa, který byl dosud biskupem v Sabině, postoupil na stolici v Palestrině, kterou opustil kardinál del Monte. Kardinál de Tournon zůstal následující tři roky v Římě a byl povolán zpět do Francie Kateřinou Medicejskou a králem Františkem II. v roce 1559.